# Bang Bua Thong (phó huyện)
Bang Bua Thong (tiếng Thái: บางบัวทอง, phát âm [bāːŋ būa̯ tʰɔ̄ːŋ]) là một trong tám phó huyện (tambon) của Bang Bua Thong, ở tỉnh Nonthaburi, Thái Lan. Phó huyện xung quanh (theo chiều kim đồng hồ) là Lahan, Phimon Rat, Sano Loi, Phimon Rat và Sai Noi. Vào năm 2020 tổng dân số ở đây là 62.632 người.

## Phân cấp hành chính

### Hành chính trung tâm
Phó huyện được chia thành 14 làng (muban).
| No. | Tên                                                 | Tiếng Thái                       |
| --- | --------------------------------------------------- | -------------------------------- |
| 01. | Ban Nong Chiang Khot                                | บ้านหนองเชียงโคตร                  |
| 02. | Ban Khlong Sam Wang                                 | บ้านคลองสามวัง                     |
| 03. | Ban Khai Sam                                        | บ้านค่ายสาม                        |
| 04. | Ban Surao Klang (Ban Rong Suat)                     | บ้านสุเหร่ากลาง (บ้านโรงสวด)         |
| 05. | Ban Sano Loi                                        | บ้านโสนลอย                        |
| 06. | Ban Pak Khlong Ta Khlai (Ban Khlong Ta Khlai)       | บ้านปากคลองตาคล้าย (บ้านคลองตาคล้าย) |
| 07. | Ban Khlong Ta Khlai                                 | บ้านคลองตาคล้าย                    |
| 08. | Ban Khlong Chek                                     | บ้านคลองเจ๊ก                       |
| 09. | Ban Khlong Chek Lek (Ban Khlong Chek)               | บ้านคลองเจ๊กเล็ก (บ้านคลองเจ๊ก)       |
| 10. | Ban Plai Khlong Lam Ri (Ban Khlong Lam Ri)          | บ้านปลายคลองลำรี (บ้านคลองลำรี)      |
| 11. | Ban Khlong Chek Yai (Ban Khlong Chek)               | บ้านคลองเจ๊กใหญ่ (บ้านคลองเจ๊ก)       |
| 12. | Ban Khlong Lam Ri                                   | บ้านคลองลำรี                       |
| 13. | Ban Khlong Sam Wang (Ban Sam Wang)                  | บ้านคลองสามวัง (บ้านสามวัง)          |
| 14. | Ban Khlong Lam Ri Ton Lang (Ban Khlong Lam Ri Lang) | บ้านคลองลำรีตอนล่าง (บ้านคลองลำรีล่าง) |

### Hành chính địa phương
Khu vực phó huyện được chia thành hai tổ chức hành chính địa phương.
- Thị trấn Bang Bua Thong (tiếng Thái: เทศบาลเมืองบางบัวทอง)
- Thị trấn Mai Bang Bua Thong (tiếng Thái: เทศบาลเมืองใหม่บางบัวทอง)